# ХХІІІ зимові Олімпійські ігри (монета)
«ХХІІІ зимо́ві Олімпі́йські і́гри» — пам'ятна монета номіналом 2 гривні, випущена Національним банком України, присвячена важливій події у світовому спортивному житті — зимовим Олімпійським іграм, що проходитимуть із 9 до 25 лютого 2018 року в південнокорейському місті Пхьончхан. Міжнародні змагання проводяться під егідою Міжнародного олімпійського комітету в рамках олімпійського руху.
Монету введено в обіг 10 січня 2018 року. Вона належить до серії «Спорт».

## Опис монети та характеристики
| Номінал грн. | Метал      | Маса, г | Діаметр, мм | Якість виготовлення       | Гурт     | Тираж, штук |
| ------------ | ---------- | ------- | ----------- | ------------------------- | -------- | ----------- |
| 2            | нейзильбер | 12,8    | 31,0        | спеціальний анциркулейтед | рифлений | 40 000      |

### Аверс
На аверсі монети розміщено: стилізований факел у вигляді римської цифри XXIII із кольоровим вогнем — одним із символів Олімпійських ігор (використано тамподрук); ліворуч — малий Державний Герб України, над яким напис «УКРАЇНА» та рік карбування монети — «2018»; праворуч на тлі стилізованих сніжинок відображено номінал — «2/ГРИВНІ», унизу праворуч — логотип Банкнотно-монетного двору Національного банку України.

### Реверс
На реверсі монети зображено: праворуч — фрагмент стилізованої сніжинки, у центрі якої знак Національного олімпійського комітету України, між кристалами сніжинки на матовому тлі розміщено піктограми, що символізують зимові види спорту; ліворуч — напис півколом — «ХХІІІ ЗИМОВІ ОЛІМПІЙСЬКІ ІГРИ».

## Автори

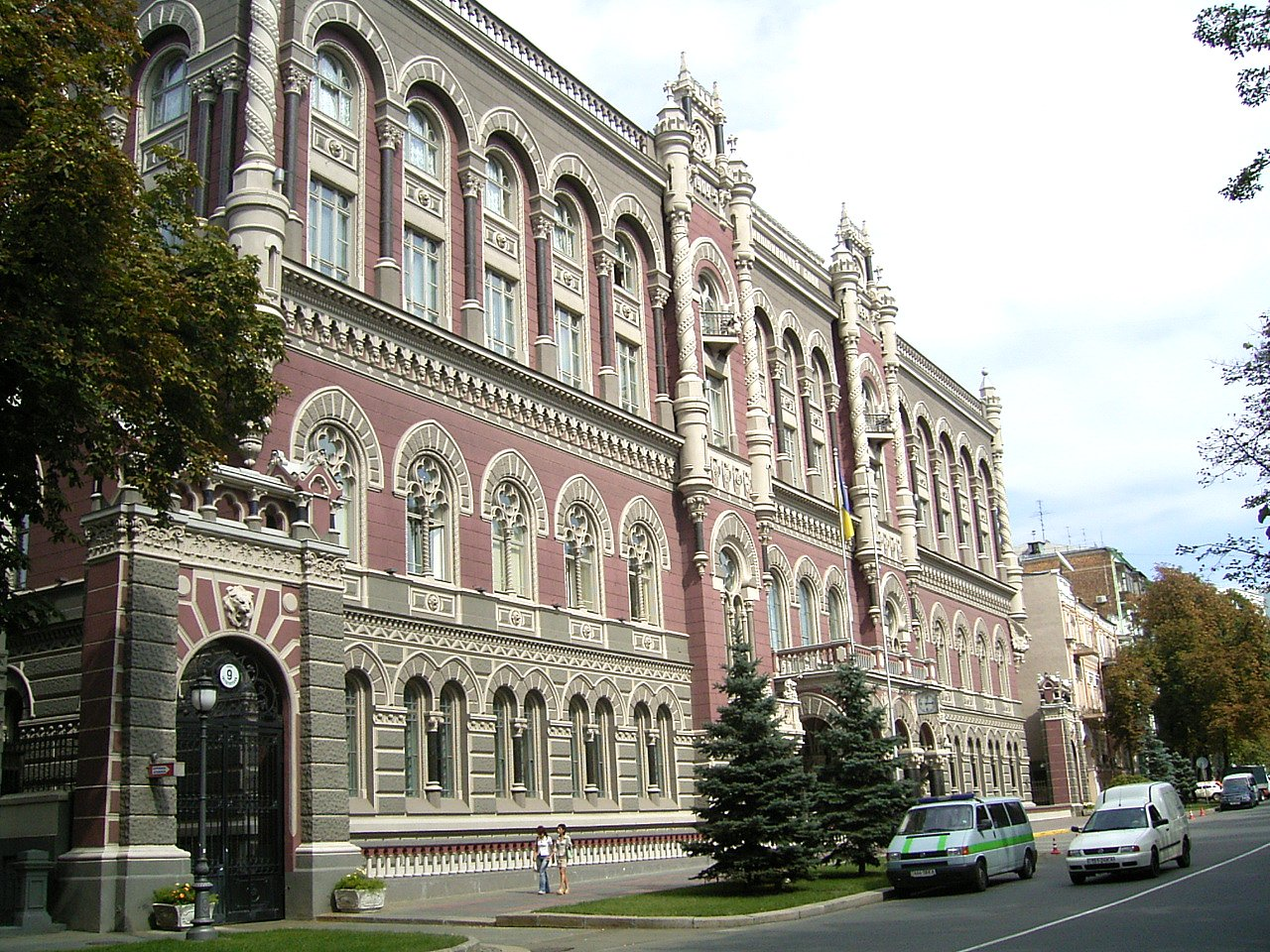
Будівля Національного банку України

- Художники: Таран Володимир, Харук Олександр, Харук Сергій (аверс); Фандікова Наталія (реверс).
- Скульптори: Дем'яненко Володимир, Демяненко Анатолій.

## Вартість монети
Під час введення монети в обіг 2018 року, Національний банк України реалізовував монету через свої філії за ціною 40 гривень.
Фактична приблизна вартість монети з роками змінювалася так:
| Рік        | 2018 | 2019 | 2020 | 2021 | 2022 | 2023 | 2024 | 2025 |
| ---------- | ---- | ---- | ---- | ---- | ---- | ---- | ---- | ---- |
| Ціна, грн. | 75   | 75   | 75   | 75   | 85   | 160  | 210  | 230  |